# Shindler (Dakota del Sur)
Shindler es un lugar designado por el censo ubicado en el condado de Lincoln en el estado estadounidense de Dakota del Sur. En el Censo de 2010 tenía una población de 584 habitantes y una densidad poblacional de 150,12 personas por km².

## Geografía
Shindler se encuentra ubicado en las coordenadas 43°28′4″N 96°38′8″O / 43.46778, -96.63556. Según la Oficina del Censo de los Estados Unidos, Shindler tiene una superficie total de 3.89 km², de la cual 3.89 km² corresponden a tierra firme y (0%) 0 km² es agua.

## Demografía
Según el censo de 2010, había 584 personas residiendo en Shindler. La densidad de población era de 150,12 hab./km². De los 584 habitantes, Shindler estaba compuesto por el 97.95% blancos, el 0% eran afroamericanos, el 0.17% eran amerindios, el 1.2% eran asiáticos, el 0% eran isleños del Pacífico, el 0.34% eran de otras razas y el 0.34% pertenecían a dos o más razas. Del total de la población el 0.68% eran hispanos o latinos de cualquier raza.